# Чрешнєвець-об-Драві
Чрешнєвець-об-Драві (словен. Črešnjevec ob Dravi) — поселення в общині Селниця-об-Драві, Подравський регіон‎, Словенія.